# Maksim Ramaschtschanka
Maksim Jurewitsch Ramaschtschanka (belarussisch Максім Юр’евіч Рамашчанка; russisch Макси́м Ю́рьевич Рома́щенко ‚Maxim Jurjewitsch Romaschtschenko‘, englische Transkription Maksim Yuryevich Romashchenko; * 31. Juli 1976 in Pawlohrad, Ukrainische SSR) ist ein ehemaliger belarussischer Fußballspieler.

## Vereinskarriere
Maksim Ramaschtschanka fing mit seiner Profikarriere 1997 bei Dynamo Moskau an. Im Winter 2001 wechselte er in die Türkei zu dem Erstligisten Gaziantepspor. Im Sommer 2003 wechselte er von dort zu Trabzonspor. Nach insgesamt vier Spielzeiten in der türkischen ersten Liga ging er wieder zurück zu Dynamo Moskau. Nach zwei Saisons für Dynamo Moskau wechselte er zu Torpedo Moskau, ehe er dann 2008 wieder zurück in die Türkei ging. Dort spielte er seit Januar 2008 für den türkischen Erstligisten Bursaspor. Seine nächsten Stationen waren die russischen Vereine FK Chimki, FK Saljut Belgorod und Dynamo Brjansk.

## Nationalmannschaft
Maksim Ramaschtschanka ist mit 20 Toren Rekordtorschütze der belarussischen Nationalmannschaft. Mit 63 Einsätzen zwischen 1998 und 2008 war er zeitweise auch deren Rekordspieler.

## Ehrungen
Maksim Ramaschtschanka wurde 2004 zum besten Fußballer in Belarus gewählt.